# Rambouillet
Rambouillet – miejscowość i gmina we Francji, w regionie Île-de-France, w departamencie Yvelines.
Według danych na rok 1990 gminę zamieszkiwały 24 343 osoby, a gęstość zaludnienia wynosiła 692 osób/km² (wśród 1287 gmin regionu Île-de-France Rambouillet plasuje się na 114. miejscu pod względem liczby ludności, natomiast pod względem powierzchni na miejscu 11.).

## Współpraca
Miejscowości partnerskie:
- Great Yarmouth, Wielka Brytania
- Kirchheim unter Teck, Niemcy
- Torres Novas, Portugalia
- Waterloo, Belgia
- Zafra, Hiszpania